# Jan Nejedlý

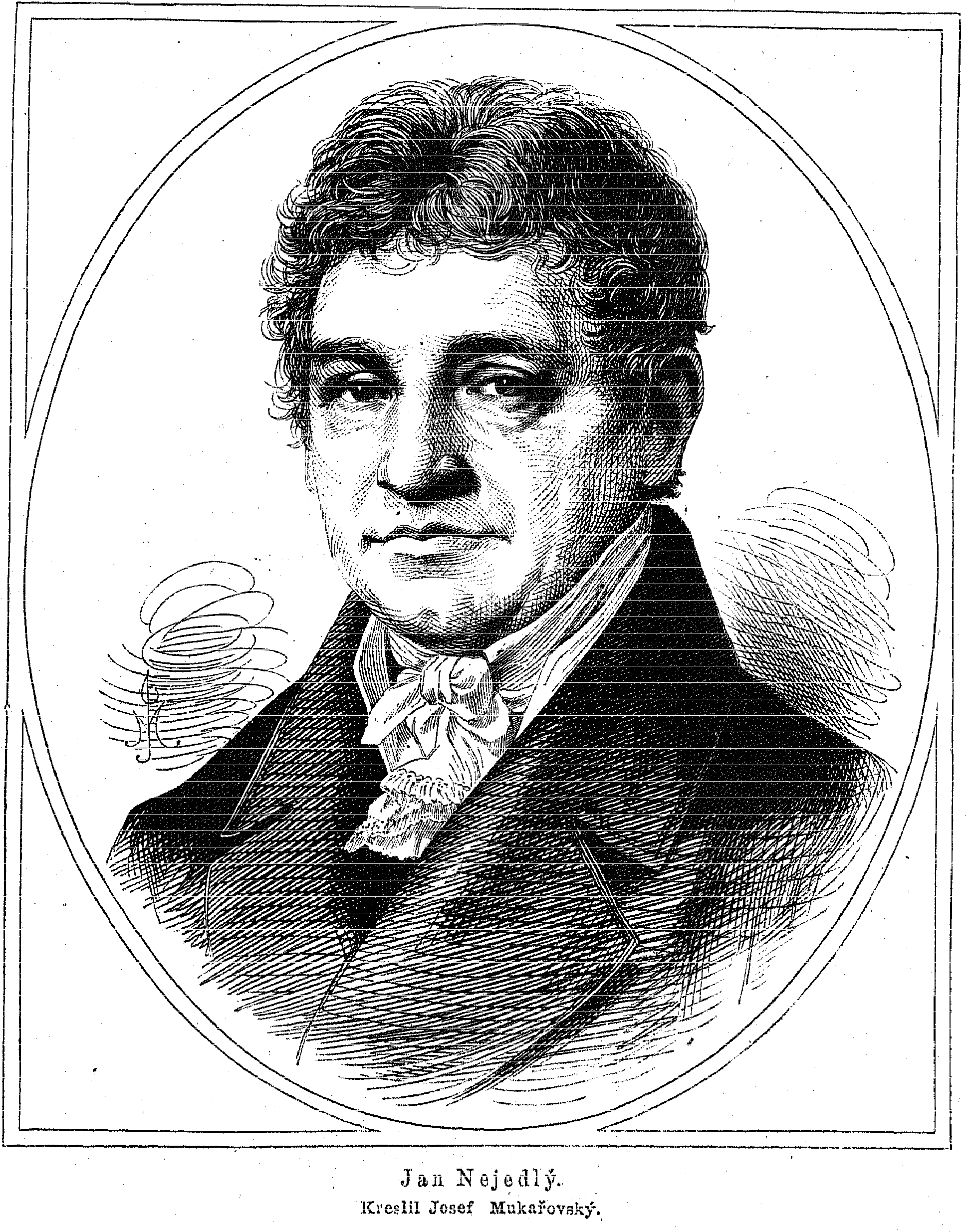
Jan Nejedlý.

Jan Nejedlý, född den 23 april 1776, död den 31 december 1834, var en tjeckisk författare, yngre bror till Adalbert Nejedlý.
Nejedlý blev vid 25 års ålder professor i böhmiska språket och litteraturen vid Prags universitet. Han utgav dikter och åtskilliga skrifter om språk och litteratur samt översatte bland annat Gessners idyller och Florians Numa Pompilius med mera. 
I överdriven beundran jämförde hans samtid honom med Cicero och Tyrtaios. Hans tidskrift Český hlasatel, 1806-09, var organ för tidens mest betydande författare. Nejedlý var en motståndare till den nya stilen och den nya så kallade analogiska ortografin, som hade sitt stöd i Jungmann och hans skola.